# Saint-Germain-la-Chambotte
Saint-Germain-la-Chambotte is een Franse plaats en voormalige gemeente in het departement Savoie in de regio Auvergne-Rhône-Alpes en telt 444 inwoners (2005). De plaats maakt deel uit van  de commune nouvelle Entrelacs en van het arrondissement Chambéry.

## Geschiedenis
Saint-Germain-la-Chambotte maakte deel uit van het kanton Albens tot dit op 22 maart 2015 werd opgeheven en de gemeenten werden opgenomen in het op die dag gevormde kanton Aix-les-Bains-1. Op 1 januari 2016 fuseerde de gemeente met Albens, Cessens, Épersy, Mognard en Saint-Girod tot de commune nouvelle Entrelacs.

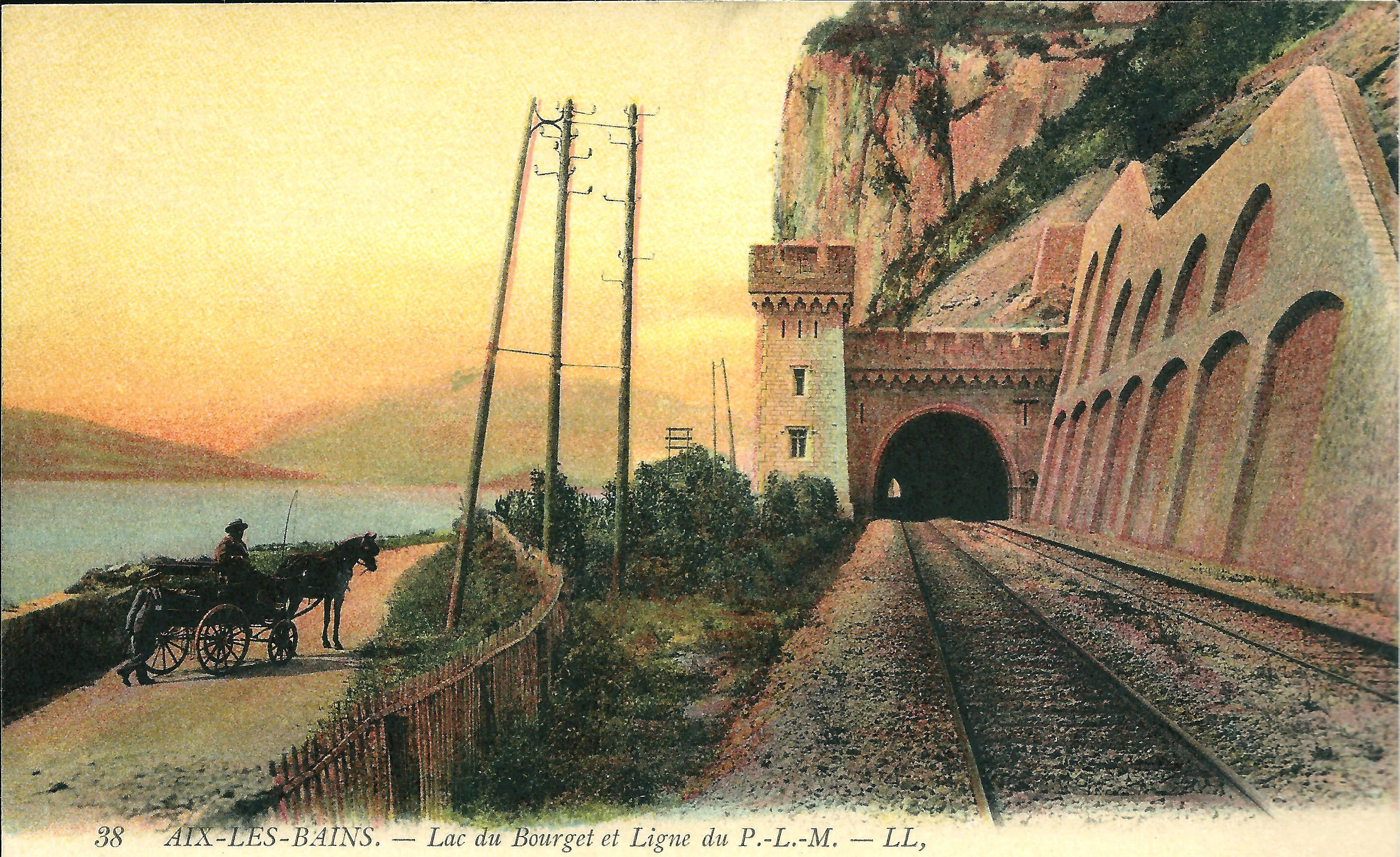
De Tunnel du Grand Rocher in Saint-Germain-la-Chambotte

## Geografie
De oppervlakte van Saint-Germain-la-Chambotte bedraagt 9,6 km², de bevolkingsdichtheid is 46,3 inwoners per km². De plaats ligt aan het Meer van Le Bourget.
De onderstaande kaart toont de ligging van Saint-Germain-la-Chambotte met de belangrijkste infrastructuur en aangrenzende gemeenten.

## Demografie
Onderstaande figuur toont het verloop van het inwonertal.
Albens · Cessens · Épersy · Mognard · Saint-Germain-la-Chambotte · Saint-Girod